# Municipio de Ecuandureo
El municipio de Ecuandureo es uno de los 113 municipios que conforman al estado mexicano de Michoacán de Ocampo. Se localiza en la zona noroeste del estado, y su cabecera es la localidad de Ecuandureo.

## Toponimia
El origen del término es chichimeca y significa ‘lugar donde venden carbón’.
A su vez, también se dice que Ecuandureo significa ‘plaza de carbón’, pero también ‘lugar de dos caminos’[¿quién?] o el otorgado por el profesor Francisco Elizalde García, quien dice que Ecuandureo significa ‘lugar de solares en donde jilotea el maíz’.[cita requerida]

## Historia
El asentamiento permanente más antiguo es el de la ciudad de Ecuandureo, actual cabecera municipal, que se presume prehispánico, dado que los indígenas del lugar tenían posesión de los títulos de fundación. La fundación formal del pueblo fue concedida por el virrey de Nueva España Luis de Velasco y Castilla, el 15 de septiembre de 1562. En 1831, mediante la aplicación de la Ley Territorial se le otorgó el rango de municipio, formando parte del partido de la Piedad, junto con los actuales municipios de Yurécuaro y Tanhuato.
En 1835 se construye el edificio de la actual parroquia de Ecuandureo, de la cual será cura párroco entre 1889 y 1904 Leonardo Castellanos y Castellanos, quien en 1908 fue nombrado obispo de la diócesis de Tabasco por el papa Pío X.
Desde la llegada de los españoles a México y posiblemente hasta el siglo pasado, las tierras que ahora ocupa el municipio de Ecuandureo estuvieron habitadas por los purépechas, como se puede apreciar en los nombres del municipio mismo y de varias localidades: Ecuandureo, Aramutaro, Quiringuicharo y Ucácuaro de Ecuandureo.

## Geografía
Limita al norte con los municipios de Yurécuaro y Tanhuato, al noreste con La Piedad, al este con el municipio de Churintzio, al sur con el municipio de Zamora y al este con el municipio de Ixtlán. Su distancia a Morelia, la capital del estado, es de 115 km, por la carretera federal n.º 15.
Posee una superficie de 307.02 km², lo que representa el 0.52 % del total del estado. Está ubicado en las estribaciones septentrionales del Eje Neovolcánico y la depresión del Lerma. Sus principales cimas son los cerros el Grande, Encinal y Soledad; y posee varios arroyos estivales, como el Prieto, el Seco y el Arco. Su clima es templado con estación de lluvias en verano, tiene una precipitación anual de 800 mm y temperaturas que oscilan entre 2.5 a 40 °C.
El suelo data de los períodos Cenozoico y Neozoico y se corresponden principalmente a los del tipo chernozem. La mayor parte es ejido y en menor medida está conformado por medianas propiedades. Su uso es primordialmente agrícola y en menor proporción ganadero.

### Flora y fauna
Predomina la vegetación de pradera, con especies con árboles de la familia Mimosoideae (huisache) y los géneros Opuntia (nopal) y Prosopis (mezquite). Su fauna lo conforman el armadillo, cacomixtle, comadreja, conejo, güilota, mapache, pato, tlacuache y zorrillo.

## Demografía

### Localidades
En el censo de 2020 el municipio de Ecuandureo contaba con 20 localidades.
| Código INEGI    | Localidad                | Población (2020) |
| --------------- | ------------------------ | ---------------- |
| 160300001       | Ecuandureo               | 4 358            |
| 160300018       | Quiringuicharo           | 2 034            |
| 160300006       | Colesio                  | 1 027            |
| 160300019       | Rincón Grande            | 699              |
| 160300023       | La Soledad               | 676              |
| 160300025       | Ucácuaro                 | 654              |
| 160300009       | Las Fuentes              | 513              |
| 160300003       | La Barranca              | 321              |
| 160300012       | Moreno de Bravo          | 308              |
| 160300007       | La Estancia de Gómez     | 214              |
| 160300011       | Las Maravillas           | 196              |
| 160300024       | Las Torcazas             | 195              |
| 160300010       | Las Majadas              | 193              |
| 160300015       | La Nopalera              | 151              |
| 160300013       | Moreno de Valencia       | 93               |
| 160300005       | La Cañada de Moreno      | 92               |
| 160300017       | Puerta de Vargas         | 75               |
| 160300021       | San José Aramútaro       | 27               |
| 160300016       | Potrero Nuevo            | 22               |
| 160300030       | Parque Industrial Zamora | 2                |
| Total municipal | Total municipal          | 11 850           |

## Localidades

### Quiringuicharo
Quiringuicharo (La Hacienda) cuenta con 3089 habitantes. Se encuentra a 1560 m s. n. m.
En la localidad hay 899 hombres y 1138 mujeres. La relación mujeres/hombres es de 1.266. El ratio de fecundidad de la población femenina es de 2.85 hijos por mujer. El porcentaje de analfabetismo entre los adultos es del 9.23 % (8.57 % en los hombres y 9.75 % en las mujeres) y el grado de escolaridad es de 5.15 (5.26 en hombres y 5.08 en mujeres). El 0.1 % de los adultos habla alguna lengua indígena. En la localidad se encuentran 494 viviendas, de las cuales el 0.69 % disponen de una computadora. Su distancia a la cabecera municipal es de 5.5 km y su principal actividad es agrícola (95 % y ganadera 5 %).

### El Colesio
El Colesio se encuentra a lo largo de la carretera Federal México 15D, a una altitud aproximada de 1567 m s. n. m. Cada mayo el pueblo celebra sus tradicionales «Fiestas de Mayo», las cuales son a partir del 1 de mayo hasta el 13 de mayo, y que todo el pueblo celebra sus fiestas patronales de San Antonio. Su distancia a la cabecera municipal es de 20 km y su principal actividad económica es agrícola.

### La Soledad
La localidad de La Soledad tiene 731 habitantes, de los cuales 312 son hombres y 419 mujeres. La relación mujeres/hombres es de 1.343, el ratio de fecundidad de la población femenina es de 3.53 hijos por mujer. El porcentaje de analfabetismo entre los adultos es del 13.68 % (9.62 % en los hombres y 16.71 % en las mujeres) y el grado de escolaridad es de 4.03 (4.36 en hombres y 3.81 en mujeres). Se encuentra a una altitud de 1550 m s. n. m.. Su distancia a la cabecera municipal es de 11 km, y su principal actividad económica es agrícola.

### Ucácuaro
La localidad de Ucácuaro tiene 680 habitantes, de los cuales 331 son hombres y son 349 mujeres. La relación mujeres/hombres es de 1.054, el ratio de fecundidad de la población femenina es de 3.32 hijos por mujer. El porcentaje de analfabetismo entre los adultos es del 12.79 % (12.39 % en los hombres y 13.18 % en las mujeres) y el grado de escolaridad es de 4.50 (4.56 en hombres y 4.44 en mujeres). Tiene una altitud de 1150 metros, su distancia a la cabecera municipal es de 5 km y su principal actividad económica es agrícola.

### Rincón Grande
Rincón Grande tiene una distancia a la cabecera municipal es de 5.5 km y su principal actividad es agrícola (95 % y Ganadera 5 %). El clima predominante es templado con lluvias en verano, presenta temperaturas que oscilan de 2.5 a 40 °C. Se encuentra a una altitud media de 1560 m s. n. m. Cuenta con una población total de 842 habitantes (INEGI 2010), de los cuales 476 son mujeres y 366 son hombres.[cita requerida]

### La Barranca
La Barranca es una localidad situada a 1600 m s. n. m. Sus coordenadas geográficas son: longitud 20°13′29″, latitud −102°10′19″. La Barranca tiene 281 habitantes, de los cuales 129 (45.91 %) son hombres y 152 (54.09 %) son mujeres. El 88.26 % de los habitantes mayores de 5 años son católicos. El grado medio de escolaridad en La Barranca es de 3.88, la media en el municipio es de 4.62, en el estado de 6.20 (mientras el número sea más alto indica una población con mayor formación académica).

### Las Fuentes
Las Fuentes tiene un clima templado con lluvias en verano, presenta temperaturas que oscilan de 2.5 °C a 40 °C a una altitud media de 1543 m s. n. m. Según el censo de 2010, cuenta con una población total de 558 habitantes, de los cuales 306 son mujeres y 252 son hombres.

### Las Maravillas
Las Maravillas es una localidad situada a 1540 m s.n.m. en sus coordenadas longitud 20°8′08″, latitud −102°17′00″. Las Maravillas tiene una población de 275 habitantes.
La Capilla de Las Maravillas fue restaurada en el año 2014, poniéndole bloques de cantera y un campanario.

### Los Moreno (Moreno de Bravo y Moreno de Valencia)
La localidad de Moreno de Bravo tiene 293 habitantes. Está a 1860 m s. n. m.
La localidad de Moreno de Valencia está situada en el Municipio de Ecuandureo (en el Estado de Michoacán de Ocampo). Tiene 155 habitantes. Moreno de Valencia está a 1850 m s. n. m.

#### Parque ecoturístico
El Parque Ecoturístico ha mejorado la imagen urbana en la comunidad de Los Moreno, además de impulsar el turismo de aventura, rural o ecoturismo.
El pequeño parque se construyó entre la plaza y el embalse de la presa en terreno que con toda disponibilidad proporcionó la comunidad. Tiene un muelle que se adentra en parte del embalse de la presa y en uno de cuyos extremos se colocó una pequeña tirolesa de unos 20 metros de largo. Va del muelle a una caseta.[cita requerida]
Con este parque ecoturístico se busca atraer visitantes no solamente de la cabecera municipal sino de otras poblaciones del municipio y de municipios vecinos.

## Administración
Los presidentes municipales han sido:
| Mandato   | Nombre del alcalde        |
| --------- | ------------------------- |
| 1940-1941 | Gregorio Ávila Tovar      |
| 1943      | Rafael Ortiz Serda        |
| 1944      | Francisco Ramírez Gil     |
| 1945      | David Arreguín Quintero   |
| 1951      | Joaquín Chavolla López    |
| 1952      | Joaquín Chavolla López    |
| 1953      | Francisco Vega Garibay    |
| 1954      | Francisco Ramírez Gil     |
| 1955      | Luis Araiza Padilla       |
| 1958      | Rafael Ortiz Serda        |
| 1966-1968 | Jorge Vega Pérez          |
| 1969-1971 | Juan Reyes Reyes          |
| 1972-1974 | Jesús Ayala Pérez         |
| 1975-1977 | Rodolfo Infante Murillo   |
| 1978-1980 | Ernesto Sánchez Velázquez |

| Mandato   | Nombre del alcalde         |
| --------- | -------------------------- |
| 1981-1983 | Jaime Vega Robledo         |
| 1984-1986 | Jorge Chavolla Espinoza    |
| 1987      | Jesús García Medina        |
| 1988-1989 | Gabriel Ayala Garibay      |
| 1990-1991 | Jorge Chavolla Espinoza    |
| 1992      | José Luis Méndez Tello     |
| 1993-1995 | Salvador Martínez Raya     |
| 1996-1998 | David Vázquez Chávez       |
| 1999-2001 | José Luis Arciga Suárez    |
| 2002-2004 | Heriberto Narez Reyes      |
| 2005-2007 | Esteban Trujillo Galván    |
| 2008-2011 | Cristóbal Quintero Miranda |
| 2011-2012 | Gabriel Ortiz Muñoz Ledo   |
| 2012-2015 | J. Jesús Infante Ayala     |
| 2015-2018 | Francisco Torres Ramírez   |
| 2018-2021 | J. Jesús Infante Ayala     |

## Cultura y religión

### Fiestas, tradiciones y danzas
- 1-12 de enero: Fiesta a la Virgen de Guadalupe en Ecuandureo (celebradas en enero en vez de diciembre como es costumbre debido a que no se junten con las Fiestas de Quiringuicharo).
- 1-12 de mayo: «Fiestas de Mayo», Fiesta de San Antonio en El Colecio (segunda tenencia de Ecuandureo).
- Último domingo de mayo: Fiesta Patronal del señor de la Paz, ambas en la cabecera municipal.
- 10 de septiembre: Fiesta a San Nicolás de Tolentino en la Capilla de San Nicolás en la cabecera municipal.
- 4 de octubre: Fiesta de San Francisco de Asís en Las Capillas de San Francisco de Asís (en la cabecera municipal y en la comunidad de El Rincón Grande).
- 27 de noviembre: Fiesta a la Virgen de la Medalla Milagrosa (en la comunidad de Las Torcazas).
- 1-12 de diciembre: Fiesta a la Virgen de Guadalupe en Quiringuicharo (tenencia de Ecuandureo).
- 21-29 de diciembre: Fiesta a la Virgen de la Soledad (en la comunidad de La Soledad)

### Religión
La Iglesia de Ecuandureo está dedicada al Señor de la Paz, santo patrono del municipio. El municipio de Ecuandureo predomina mayormente la religión católica. Los testigos de Jehová es la segunda religión predominante, ya que hay algunas otras denominaciones religiosas en el municipio.

### Culto religioso
- Parroquia El Señor de la Paz
- Capilla San Nicolás de Tolentino
- Capilla San Francisco de Asís
- Capilla Santo Toribio Romo

## Infraestructura y servicios

### Atractivos turísticos
- La Higuera, Cerro Grande.
- Parque ecoturístico en Moreno de Bravo.

### Infraestructura deportiva
- Unidad Deportiva «Bicentenario»
- Unidad Deportiva «Rincón Grande-Quiringuícharo»
- Parque «Jesus Romero»

### Infraestructura de transporte
- Carretera libre La Rinconada-Ecuandureo-La Piedad
- Carretera libre Ecuandureo-Tahnuato
- Carretera Rural Ecuandureo-El Colecio- San José de Vargas
- Carretera Rural Ecuandureo-Moreno de Bravo-Atacheo
- Carretera Rural Ecuandureo-Moreno de Valencia-Patzimaro
- Autopista Guadalajara-México (Caseta Ecuandureo)
- Próximamente: Carretera 4 carriles Zamora-Ecuandureo-La Piedad (Sin fecha exacta)

### Servicios médicos
- Centro de Salud Rural
- Clínica n.º 44 IMSS

## Turismo
Es poco el turismo que tiene el municipio, sin embargo, una de sus atracciones turísticas es la Parroquia del Señor de la paz, construida en el siglo XVIII, de estilo barroco. Tiempo después, se culminó la obra, cuando en ese entonces Leonardo Castellanos se dispuso a que se hicieran las torres de la parroquia. Otro atractivo sería que en el interior de la parroquia se encuentra la tumba del que fue el obispo de Tabasco Leonardo Castellanos, la cual es visitada por habitantes del pueblo y turistas de municipios cercanos.
En la parroquia se celebran dos Fiestas Patronales, una de ellas son Las Fiestas Guadalupanas, que inician el 1 de enero y culminan el 12 de enero. En las fiestas se hacen las primeras comuniones, confirmaciones y bautizos. Cada año muchos familiares de Estados Unidos viajan al municipio para convivir con sus familias ecuandurenses y para disfrutar de las fiestas con peregrinaciones, banda, juegos mecánicos y antojitos mexicanos. Otras de ellas son las fiestas de mayo, dedicadas al Señor de la Paz, patrono de Ecuandureo. La fiesta se realiza el último domingo de mayo, pero antes de ello se hace el novenario. Se hacen las primeras comuniones, bodas y otras fiestas religiosas el día de la fiesta por la noche.